# Tomàs Adzet i Porredon
Tomàs Adzet i Porredon (30 de gener de 1932 - 3 de maig de 2013) fou un farmacèutic i catedràtic de farmàcia.
L'any 1966 fou elegit acadèmic corresponent de la Reial Acadèmia de Farmàcia de Catalunya (RAFC) i el 1973 acadèmic numerari, càrrec en el qual prengué possessió el 29 de març de 1977, adscrit a la Secció 6a de Ciències farmacològiques, amb un discurs en què presentà els al·lucinògens del Nou i del Vell Món, detallant la seva estructura i síntesi, així com les investigacions biogenètiques realitzades amb algun d'ells, la seva identificació i anàlisi, i abordant també les consideracions que el seu consum presenta, des del punt de vista jurídic i social. L'any 1979 fou nomenat catedràtic de Farmacognòsia i Farmacodinàmia de la Facultat de Farmàcia de la Universitat de Sevilla. Més endavant es convertiria en catedràtic de la Facultat de Farmàcia de la Universitat de Barcelona, càrrec que ocuparia fins a la seva jubilació, al Departament de Farmacologia, Toxicologia i Química Terapèutica d'aquesta facultat. A la Reial Acadèmia de Farmàcia de Catalunya ocupà el càrrec de president entre els anys 1993 i el 1997, en què demanà el seu cessament per motius de salut. L'any 1973 va guanyar el premi convocat per l'Acadèmia, pel seu treball en el camp de les ciències biològiques i naturals sobre la «Quimiotaxonomia». També fou acadèmic corresponent de l'Academia Nacional de Farmacia y Bioquímica argentina i representant d'aquesta a l'Estat espanyol. Les seves contribucions principals a través de publicacions científiques van esdevenir en el camp de l'etnofarmacologia.